# مايك ويل ميد إت
مايكل لين ويليامز الثاني (من مواليد 23 مارس 1989)، المعروف مهنيًا باسم مايك ويل ميد إت (بالإنجليزية: Mike Will Made It)، منتج تسجيل أمريكي، دي جي، مغني راب، مغني وكاتب الأغاني. اشتهر بإنتاج إيقاعات موسيقى التراب للعديد من فناني الهيب هوب الجنوبيين وكذلك لإنتاج العديد من الأغاني الفردية، مثل «بلاك بيتلز» و«باور غلايد» من قبل الثنائي راي سريمورد، و«ميرسي» من غود ميوزك، و «نو لاي» من قبل تو تشينس، «باندز أي ميك هير دانس» من تأليف جوسي جي، «بور إت أب» من ريانا، «لوف مي» من ليل وين، «بودي بارتي» من سيارا، «وي كانت ستوب» بواسطة مايلي سايرس، «فورمايشون» من بيونسيه و«همبل» لكندريك لامار. وقد أصدر ست أغانٍ وألبوم استوديو، رانسوم 2.

## روابط خارجية
- مايك ويل ميد إت على موقع IMDb (الإنجليزية)
- مايك ويل ميد إت على موقع ميوزك برينز (الإنجليزية)
- مايك ويل ميد إت على موقع ميوزك برينز (الإنجليزية)
- مايك ويل ميد إت على موقع أول ميوزيك (الإنجليزية)
- مايك ويل ميد إت على موقع أول ميوزيك (الإنجليزية)
- مايك ويل ميد إت على موقع ديسكوغز (الإنجليزية)
- مايك ويل ميد إت على موقع ديسكوغز (الإنجليزية)